# Pietro Cuzzoli
Pietro Cuzzoli (Caprarola, 15 gennaio 1949 – Viterbo, 11 agosto 1980) è stato un militare italiano, brigadiere dell'Arma dei Carabinieri, insignito di medaglia d'oro al valor militare.
Si era arruolato nell'Arma dei Carabinieri nel 1967, frequentò il corso di allievo carabiniere dal 23 febbraio al 30 novembre 1967. Successivamente destinato al 6° Battaglione Carabinieri di Firenze, il 16 settembre 1968 svolse il corso AA.SS. fino al 1970 presso  il 1° Battaglione Allievi Sottufficiali di Moncalieri (TO), conseguendo la promozione al grado di vice brigadiere. È stato destinato ai Battaglioni “Campania” ed “Emilia Romagna”; poi alla compagnia di Foligno (PG). Dal 1979 era in servizio presso il nucleo radiomobile di Viterbo con il grado di brigadiere. Era sposato e aveva dei figli. È stato ucciso in località Ponte di Cetti, alle porte di Viterbo, da terroristi che avevano compiuto una rapina in una banca del capoluogo. Era in compagnia dell'appuntato Ippolito Cortellessa, anche lui ucciso e anche lui decorato con medaglia d'oro al valor militare.
Caprarola, città d'origine, gli ha intitolato una piazza, Viterbo e Tuscania una via.